# شقران النعناع
شقران النعناع أو سُحام النعنع (الاسم العلمي:Puccinia menthae) هو نوع من الفطريات يتبع جنس الشقران من الفصيلة الشقرانية. هذا النوع من الشقران يتطفل على نبات النعناع.